# 公式編輯器
公式編輯器是一種可以讓用户打出數學公式的排版系統，它可能是以軟體或網頁的方式呈現。例如：微軟Microsoft Office中的Word的方程式編輯器、OpenOffice中的Math等等。
現在，有些數學軟體不僅可以讓用户打出數學公式，甚至可以讓用户解出數學問題、做代數運算、畫出函數圖形等等，像Mathematica、Maple、Matlab就是這一類的軟體。
TeX是一種免費的方程式的排版系統，它廣受各地數學家的愛用，不過它最大的缺點是缺乏比較簡單的輸入系統，就是我們一般所說的所見即所得（WYSIWYG）系統，如果有這種系統，我們只要按一按某些按鈕就可以輕鬆輸入方程式。目前有些TeX系統開始做所見即所得的系統，如GNU TeXmacs和LyX。
Design Science （页面存档备份，存于），曾經提供了TEXaide （页面存档备份，存于）這個免費的軟體，但現在這個軟體的公司將輸出TeX原始碼這個功能整合進MathType這個付費軟體。
某些網站，例如維基百科、教學平台Moodle （页面存档备份，存于）等等，都需要以TeX原始碼輸入方程式，這時，用户只要安裝好MathType免費測試版，啟動這個程式，並在裡面輸入用户要的方程式，然後將用户的方程式用滑鼠全選複製後，再貼到用户想要貼的地方，就可以產生TeX原始碼，不過MathType會產生一些多餘的檔頭，也許用户必須把它刪除才可以使用。
相對於公式編輯器必需開啟特定的視窗和特定的按鍵。輸入法雖然不能輸入上下標等排版位置，但提供了一個用相同的按鍵在所有程式上輸入數學符號的方式，例如IBus能在Unix-like 作業系統下用LaTeX的按鍵輸入數學符號；可是目前在Windows上並沒有相對應的輸入法。

## 相關連結
- Microsoft Office
- OpenOffice Math
- KOffice KFormula
- MathType
- GNU TeXmacs
- IBus